# Vertigo (песня U2)
«Vertigo» (с англ. — «Головокружение») — песня ирландской рок-группы U2, заглавный трек и первый сингл из их одиннадцатого студийного альбома How to Dismantle an Atomic Bomb. Сингл был выпущен 24 сентября 2004 года (для трансляции в массмедиа, в продажу поступил — 8 ноября), получил широкую ротацию на радио и стал международным хитом, прозвучав в рекламе популярного плеера iPod. Песня стала лауреатом трёх премий «Грэмми» в номинациях: «Лучшая рок-песня», «Лучшее вокальное рок-исполнение дуэтом или группой» и «Лучшее короткометражное музыкальное видео» на церемонии 2005 года. В честь композиции был назван последующий концертный тур группы — Vertigo Tour. Песня занимает 64 место в списке журнала Rolling Stone «100 лучших песен десятилетия» и стала шестым синглом U2, который возглавил британский хит-парад.

## История создания
Боно о смысле песни:
В случае с 'Vertigo' я представлял себе кошмарно-омерзительный ночной клуб, в которых все мы порой бывали. Вы, как полагается, прекрасно проводите время, вокруг вас всё такое экстраординарное, выпивка — по ценам, за которые можно купить бар в странах третьего мира.... Вы озираетесь вокруг, и видите зажравшийся Капитализм на вершине его золотой горы, который вот-вот свалится вниз. Это — то одурманивающее, нездоровое чувство осознания, что мы здесь, чтобы напиваться, объедаться, гадить, грабить — прожигать жизнь до смерти. И посреди клуба есть та девушка. У неё темно-красный маникюр. Я даже не знаю, красива ли она, это не имеет значения, но у неё висит распятие на шее, и персонаж песни уставился на этот крест, чтобы просто удержаться на ногах.Оригинальный текст (англ.)n the case of 'Vertigo,' I was thinking about this awful nightclub we've all been to. You're supposed to be having a great time and everything's extraordinary around you and the drinks are the price of buying a bar in a Third World country. ...you're just looking around and you see big, fat Capitalism at the top of its mountain, just about to topple. It's that woozy, sick feeling of realizing that here we are, drinking, eating, polluting, robbing ourselves to death. And in the middle of the club, there's this girl. She has crimson nails. I don't even know if she's beautiful, it doesn't matter but she has a cross around her neck, and the character in this stares at the cross just to steady himself.

## Список композиций

### 7" и 12" синглы на виниле
| №  | Название  | Длительность |
| -- | --------- | ------------ |
| 1. | «Vertigo» | 3:11         |

| №  | Название                                  | Длительность |
| -- | ----------------------------------------- | ------------ |
| 1. | «Vertigo» (Jacknife Lee 12")              | 5:36         |
| 2. | «Vertigo» (Jacknife Lee 7")               | 3:08         |
| 3. | «Vertigo» (Jacknife Lee 10")              | 4:13         |
| 4. | «Vertigo» (Jacknife Lee 12" instrumental) | 5:36         |

| №  | Название                       | Длительность |
| -- | ------------------------------ | ------------ |
| 1. | «Vertigo» (Redanka Power Mix)  | 7:32         |
| 2. | «Vertigo» (Trent Reznor Remix) | 3:38         |

### CD и DVD синглы
| №  | Название                      | Длительность |
| -- | ----------------------------- | ------------ |
| 1. | «Vertigo»                     | 3:11         |
| 2. | «Are You Gonna Wait Forever?» | 3:48         |

| №  | Название                     | Длительность |
| -- | ---------------------------- | ------------ |
| 1. | «Vertigo»                    | 3:11         |
| 2. | «Vertigo» (Jacknife Lee 10") | 4:13         |
| 3. | «Neon Lights»                | 4:07         |

| №  | Название                      | Длительность |
| -- | ----------------------------- | ------------ |
| 1. | «Vertigo»                     | 3:11         |
| 2. | «Are You Gonna Wait Forever?» | 3:48         |
| 3. | «Vertigo» (Jacknife Lee 10")  | 4:13         |
| 4. | «Neon Lights»                 | 4:07         |
| 5. | «Vertigo» (Live at HQ video)  | 3:11         |

| №  | Название                                    | Длительность |
| -- | ------------------------------------------- | ------------ |
| 1. | «Vertigo» (HQ video)                        | 3:11         |
| 2. | «Vertigo» (audio with photo gallery)        | 3:11         |
| 3. | «Are You Gonna Wait Forever?» (audio only)  | 3:48         |
| 4. | «Vertigo» (Jacknife Lee 10" - lisbon video) | 4:13         |

| Чарт (2004-05)                            | Высшая позиция |
| ----------------------------------------- | -------------- |
| Australian Singles Chart                  | 5              |
| Austrian Singles Chart                    | 4              |
| Belgian Singles Chart (Flanders)          | 16             |
| Belgian Singles Chart (Wallonia)          | 9              |
| Canadian Singles Chart                    | 2              |
| Danish Singles Chart                      | 1              |
| Dutch MegaCharts                          | 2              |
| Finnish Singles Chart                     | 2              |
| French Singles Chart                      | 12             |
| Irish Singles Chart                       | 1              |
| Italian Singles Chart                     | 1              |
| New Zealand Singles Chart                 | 5              |
| Norwegian Singles Chart                   | 2              |
| Spanish Singles Chart                     | 1              |
| Swedish Singles Chart                     | 2              |
| Swiss Singles Chart                       | 6              |
| UK Singles Chart                          | 1              |
| U.S. Billboard Hot 100                    | 31             |
| U.S. Billboard Hot Dance Club Play        | 8              |
| U.S. Billboard Hot Mainstream Rock Tracks | 3              |
| U.S. Billboard Hot Modern Rock Tracks     | 1              |
| U.S. Billboard Hot Adult Top 40 Tracks    | 9              |
| U.S. Billboard Pop 100                    | 10             |
| U.S. Billboard Top 40 Mainstream          | 35             |
| U.S. Billboard Top 40 Tracks              | 37             |

| Регион | Сертификация | Продажи  |
| --- | ------------ | -------- |
| Великобритания (BPI) | Серебряный   | 200 000^ |
| США (RIAA) | Золотой      | 500 000^ |
| * Данные о продажах приведены только на основе сертификации. ^ Данные о тиражах приведены только на основе сертификации. |              |          |